# Wilfred Alexander Watt de Beuzeville
Wilfred Alexander Watt de Beuzeville (* 1884-1954) fue un botánico australiano.
Comenzó a trabajar en la oficina de un abogado, pero prefirió una vida al aire libre y pronto pasó a trabajar en una propiedad local, luego de arrendamiento financiero "Billapaloola", que posteriormente se convirtió en uno de los más grandes y mejores de las plantaciones de pinos de la Comisión Forestal de Nueva Gales del Sur. A comienzos de 1912 se incorporó al "Servicio Forestal del Estado", en Warialda; y a fines de 1914 promovido al cargo recientemente creado de asesor de bosques. Su primera tarea fue el estudio y evaluación del bosque de Pilliga. En 1920 fue puesto a cargo del Distrito Forestal Tumut, donde fue responsable de la creación de muchas nuevas plantaciones de pino.
Fue esencialmente ecólogo y botánico; y muy apreciado por sus asociados en esas esferas. Contribuyó con una serie de documentos a las publicaciones respectivas, algunas de ellas en colaboración con MB Welch. Sus extensas colecciones de ejemplares de eucalipto se encuentran principalmente en el Herbario Nacional de Sídney, y en la División de Investigaciones Forestales, CSIRO, Canberra.

## Algunas publicaciones
- ----. 1917.  The collection of forest data and the compilation of form factors, volume and height graphs, etc. Bulletin (Forestry Commission of New South Wales) N.º 11. 5 pp.
- ----. 1918.  Determination of increment by stem analysis. N.º 13 de Bulletin (Forestry Commission of New South Wales). 14 pp.

### Libros
- ----. 1946.  The climatological basis of forestry, New South Wales. Part 1 : being a summary of the evidence of W.A.W. de Beuzeville, given before the Commonwealth Rural Reconstruction Commission, in September, 1943. 62 pp.
- ----, mj Younotsky. 1946.  Joint preliminary report on the major conservation measures necessary for Hunter River catchment area. 30 pp.
- ----. 1947.  Australian trees for Australian planting. Ed. Forestry Commission of N.S.W. xviii + 243 pp. ilustr.
- ----. 1948. A research into the possibilities of the successful cultivation in New South Wales of American hickories (Hicoria spp.). 15 pp.

## Honores
Fue elegido miembro de la Sociedad Real de Nueva Gales del Sur en 1919; y más tarde de la "Sociedad linneana" en el mismo Estado.
- La abreviatura «Beuzev.» se emplea para indicar a Wilfred Alexander Watt de Beuzeville como autoridad en la descripción y clasificación científica de los vegetales.[1]

- «Wilfred Alexander Watt de Beuzeville». Índice Internacional de Nombres de las Plantas (IPNI). Real Jardín Botánico de Kew, Herbario de la Universidad de Harvard y Herbario nacional Australiano (eds.).
- Wikispecies tiene un artículo sobre Wilfred Alexander Watt de Beuzeville.

- Datos: Q5643145
- Especies: Wilfred Alexander Watt de Beuzeville

1. ↑  Todos los géneros y especies descritos por este autor en IPNI.